# Dandian (köpinghuvudort i Kina, Hubei Sheng, lat 30,77, long 115,18)
Dandian är en köpinghuvudort i Kina. Den ligger i provinsen Hubei, i den centrala delen av landet, omkring 88 kilometer öster om provinshuvudstaden Wuhan. Antalet invånare är 41 226. Befolkningen består av 19 721 kvinnor och 21 505 män. Barn under 15 år utgör 14,0 %, vuxna 15-64 år 74 %, och äldre över 65 år 11,0 %.
Runt Dandian är det tätbefolkat, med 550 invånare per kvadratkilometer. Närmaste större samhälle är Tuanbei, 6,4 km sydost om Dandian. Trakten runt Dandian består till största delen av jordbruksmark.
Genomsnittlig årsnederbörd är 1 868 millimeter. Den regnigaste månaden är juli, med i genomsnitt 305 mm nederbörd, och den torraste är januari, med 48 mm nederbörd.